# Te cunosc de undeva! (Sezonul 16)
Sezonul 16 al emisiunii de divertisment Te cunosc de undeva! a debutat la Antena 1 pe 6 februarie 2021. Emisiunea a fost prezentata de Alina Pușcaș și Cosmin Seleși.
Juriul este format din Andreea Bălan, Ozana Barabancea, Aurelian Temișan și Cristian Iacob
Câștigătorii sezonului 16 sunt Adriana Trandafir și Romică Țociu. 

## Distribuția

### Celebrități
- Radu Ștefan Bănică
- Emilia Popescu
- Mirela Vaida
- Pepe
- Cristina Vasiu
- Adriana Trandafir și Romică Țociu
- Andrei Ștefănescu și Liviu Vârciu
- Ana Baniciu și Raluka

### Juriul
- Andreea Bălan
- Ozana Barabancea
- Aurelian Temișan
- Cristian Iacob

### Jurizare
Dupa ce concurenții și-au făcut transformările, fiecare din membrii juriului acorda note de la 5 la 12. După notarea concurenților se alcătuia un clasament provizoriu al juriului. La acest clasament se adăugau punctele acordate de concurenți. Și anume, fiecare dintre concurenți avea la dispoziție cinci puncte pe care să le acorde artistului preferat. După adunarea tuturor punctelor, se mai adaugă niște ultime 5 puncte date de trupa The Colours. Concurentul cu cel mai mare punctaj după cele două jurizări câștiga ediția respectivă și primea 1000 de euro, pe care urma să îi doneze. La finalul sezonului, celebritatea câștigătoare a primit 15.000 de euro.

## Interpretări
Legendă:
     Câștigător
| Concurent                         | Ediția 1                                 | Ediția 2 (Piese despre bani)     | Ediția 3 (Cardio)         | Ediția 4 (Nostalgia România)        | Ediția 5 (Roluri în Travesti)       | Ediția 6 (Piese de Musical)        | Ediția 7 (80s)                    | Ediția 8 (Piese pentru nuntă) |
| --------------------------------- | ---------------------------------------- | -------------------------------- | ------------------------- | ----------------------------------- | ----------------------------------- | ---------------------------------- | --------------------------------- | ----------------------------- |
| Radu Ștefan Bănică                | Lady Gaga                                | Dan Ciotoi                       | Loredana Groza            | Mihai Constantinescu                | Rihanna                             | Kate Hudson                        | Kenny Loggins                     | Bruno Mars                    |
| Emilia Popescu                    | Cher                                     | Constantin Tănase                | Liza Minnelli             | Stela Popescu                       | Colea Răutu                         | Sophia Loren                       | Margareta Paslaru                 | Jennifer Connelly             |
| Mirela Vaida                      | Shakira                                  | Madonna                          | Nikos Vertis              | Doina Badea                         | Ricky Martin                        | Anne Hathaway                      | Brian Johnson                     | Zinaida Julea                 |
| Pepe                              | Amanda Lear                              | Adrian Minune                    | Mc Hammer                 | Leo Iorga                           | Angela Similea                      | Dem Rădulescu                      | Loredana Groza                    | Maria Ciobanu                 |
| Cristina Vasiu                    | Lepa Brena                               | Dan Bittman                      | Freddie Mercury           | Mihaela Runceanu                    | Jason Derulo                        | Christina Aguilera                 | Michael Jackson                   | Lara Fabian                   |
| Adriana Trandafir și Romică Țociu | Barbra Streisand & Louis Armstrong       | Abba                             | Roxette                   | Maria Tănase & Fărâmița Lambru      | Eruption                            | Julie Andrews & Dick Van Dyke      | Ricchi e Poveri                   | Cornel Ilie (Vunk) & Antonia  |
| Ana Baniciu și Raluka             | French Montana & Maya Diab               | Cardi B & Jennifer Lopez         | Salt'N'Pepa               | Tudor Ionescu & Anca Parghel        | Alex Velea & Connect-R              | John Travolta & Olivia Newton John | Anda Călugăreanu & Mitică Popescu | Beyonce                       |
| Liviu Vârciu și Andrei Ștefănescu | Constantin Enceanu & Petrică Mâțu Stoian | Smiley & Alex Velea              | Lmfao & Goonrock          | Florian Pitiș & Mircea Baniciu      | Andre                               | Ștefan Bănică Junior & Oana Sârbu  | Ottawan                           | Joe Cocker & Tom Jones        |
|                                   |                                          |                                  |                           |                                     |                                     |                                    |                                   |                               |
| Concurent                         | Ediția 9 (Piese de dragoste)             | Ediția 10 (Piese Latino)         | Ediția 11 (Seară de dans) | Ediția 12 (Piese de top)            | Ediția 13 (Români internaționali)   | Ediția 14 (Artiști nemuritori)     | FINALA                            |                               |
| Radu Ștefan Bănică                | Delia                                    | Maluma                           | Sofia Vicoveanca          | Helena Paparizou                    | Dan Balan                           | Cristian Pațurcă                   | Gene Kelly                        |                               |
| Emilia Popescu                    | Adele                                    | Radu Almașan                     | Meghan Trainor            | Inner Circle                        | Carla's Dreams                      | Tamara Buciuceanu                  |                                   |                               |
| Mirela Vaida                      | Pink                                     | Pepe                             | Gaby                      | Gwen Stefani                        | Alexandra Stan                      | Laura Stoica                       |                                   |                               |
| Pepe                              | James Brown                              | Marina Voica                     | Grace Jones               | Rick James                          | Vali Vijelie                        | Aurelian Andreescu                 | Whoopi Goldberg                   |                               |
| Cristina Vasiu                    | Margareta Clipa                          | Loalwa Braz                      | Florin Salam              | Rihanna                             | Mihai Traistariu                    | Dan Spătaru                        |                                   |                               |
| Adriana Trandafir și Romică Țociu | Renee & Renato                           | Rosario Flores & El Cigala       | BZN                       | Viorica Rudareasa & Ionel Tudorache | Leontina Vaduva & Luciano Pavarotti | Ileana Sărăroiu & Ștefan Bănică    | Liza Minnelli & Joel Grey         |                               |
| Ana Baniciu și Raluka             | Ali Campbell & Pato Banton               | Gloria Estefan & Raffaella Carra | Lady Gaga & Ariana Grande | Andra & What's Up                   | The Cheeky Girls                    | Romica Puceanu & Gabi Luncă        | Cher & Meryl Streep               |                               |
| Liviu Vârciu și Andrei Ștefănescu | Diana Ross & Lionel Richie               | Gipsy Kings                      | Katy Perry & Nicki Minaj  | Grasu XXL & Ami                     | Christian D & Matteo                | Nicu Covaci                        | Freddie Mercury & Elvis Presley   |                               |

## Scor total
Legenda
Numere roșii indică concurentul care a obținut cel mai mic scor. Si cei care nu se califica in finala
Numere verzi indică concurentul care a obținut cel mai mare scor.Si cei care se califica in finala
     indică concurentul care a părăsit competiția.
     indică concurentul câștigător.
     indică concurentul de pe locul 2.
     indică concurentul de pe locul 3.
| Concurent                        | Cel mai mic scor inclusiv finala | Cel mai mare scor inclusiv finala | 1  | 2  | 3  | 4  | 5  | 6  | 7  | 8  | 9  | 10 | 11 | 12 | 13 | 14 | locuri | Total (1-14) | Finala | Locuri |
| -------------------------------- | -------------------------------- | --------------------------------- | -- | -- | -- | -- | -- | -- | -- | -- | -- | -- | -- | -- | -- | -- | ------ | ------------ | ------ | ------ |
| Radu Ștefan Bănică               | 29                               | 63                                | 62 | 31 | 30 | 29 | 45 | 31 | 38 | 41 | 38 | 30 | 33 | 47 | 42 | 45 | 5      | 542          | 63     | 5      |
| Emilia Popescu                   | 23                               | 62                                | 32 | 52 | 38 | 28 | 28 | 31 | 41 | 23 | 62 | 28 | 28 | 33 | 32 | 46 | 8      | 502          | —      | —      |
| Mirela Vaida                     | 26                               | 56                                | 36 | 43 | 26 | 46 | 41 | 35 | 43 | 56 | 32 | 31 | 31 | 40 | 27 | 42 | 7      | 529          | —      | —      |
| Pepe                             | 21                               | 73                                | 35 | 38 | 58 | 44 | 28 | 54 | 25 | 38 | 59 | 59 | 40 | 46 | 21 | 48 | 2      | 593          | 73     | 2      |
| Cristina Vasiu                   | 22                               | 56                                | 32 | 29 | 46 | 29 | 56 | 37 | 38 | 49 | 22 | 37 | 56 | 38 | 39 | 33 | 6      | 541          | —      | —      |
| Adriana Trandafir & Romică Țociu | 28                               | 82                                | 60 | 28 | 30 | 65 | 32 | 52 | 40 | 41 | 34 | 51 | 43 | 57 | 64 | 40 | 1      | 637          | 82     | 1      |
| Ana Baniciu & Raluka             | 22                               | 67                                | 35 | 59 | 42 | 30 | 62 | 40 | 22 | 36 | 38 | 43 | 49 | 26 | 40 | 23 | 4      | 545          | 67     | 3      |
| Liviu Vârciu & Andrei Ștefănescu | 25                               | 70                                | 25 | 37 | 47 | 46 | 25 | 37 | 70 | 33 | 32 | 38 | 37 | 30 | 52 | 40 | 3      | 549          | 65     | 4      |